# Джаббіт III
Джаббіт ІІІ (англ. Jabit III) — стратегічний бомбардувальник моделі B-29 «Суперфортеця» 509-ї Змішаної Групи ВПС Армії США, який 6 серпня 1945 року брав участь в ядерній атаці на японське місто Хіросіма наприкінці Другої світової війни. Завданням літака було проведення розвідування погоди над містом Кокура та визначення  належних умов для атаки. 

## Екіпаж 6 серпня 1945 року
Екіпаж В-6:
- Майор Джон Вільсон — командир екіпажу, пілот.
- Молодший лейтенант Елсворз Каррінґтон — другий пілот.
- Молодший лейтенант Джеймс Дува — штурман.
- Молодший лейтенант Пол Ґрунінґ — бомбардир.
- Старшина Джемс Девіс — бортінженер.
- Старший сержант Ґлен Флавері — радист.
- Сержант Верон Роулі — оператор радара.
- Капрал Честер Рогальський — хвостовий стрілець.
- Капрал Дональд Роув — помічник бортінженера.